# Maria Adler
Maria Charlotte Alexandra Adler, född 28 maj 1992 i Lund, är en svensk tidigare handbollsspelare (vänsternia). Adler avslutade sin handbollskarriär 2017 efter att ha brutit kontraktet med slovenska RK Krim.

## Klubbkarriär
Maria Adler började spela handboll i H43 Lund i Dalby men bytte snart till lokalrivalen Lugi HF. Hon debuterade som 15-åring i Lugis A-lag i en bortamatch mot IVH Västerås, den 11 mars 2008.Lugi var hon med och förde till två raka SM-finaler mot IK Sävehof. Lugi förlorade båda. Hon utsågs Årets komet i Elitserien 2011.
2013 värvades hon av danska HC Odense. Under två säsonger var hon en av Odenses viktigaste spelare, men säsongen 2015/2016 spolierades av skador. 2017 gick Maria Adlers kontrakt med Odense ut och hon började då spela för RK Krim i Slovenien. På nyårsdagen 2018 meddelades att Maria Adler lämnade RK Krim med omedelbar verkan. Den 10 mars 2017 publicerade Sydsvenskan en artikel där Maria Adler berättar att hon avslutat sin karriär som handbollsspelare. I februari 2020 gjorde Maria Adler comeback i Lugitröjan under några matcher.

## Landslagskarriär
Adler blev ungdomsvärldsmästare två gånger, vid U18-VM 2010 och U20-VM 2012. Hon tillhörde de tongivande spelarna i årskullen födda 1992-1993, som var de första att erövra medalj inom svensk damhandboll. Vid turneringarna U19-EM 2011 och U20-VM 2012 togs hon ut till All-Star Team. Hon var en av Sverige bästa ungdomsspelare genom tiderna. 
Hennes landslagskarriär i A-landslaget uteblev nästan helt. Adlers A-landslagsdebut kom 2012 i en match mot Island, men hon lyckades aldrig etablera sig i A-landslaget. Hon spelade några EM kvalmatcher men fick mycket lite speltid. Hon fick dessutom spela i VM-kvalet 2013 mot Polen men helt utan speltid. Hon spelade 12 A-landskamper och gjorde 8 landslagsmål.

## Individuella utmärkelser
- All-Star Team som V9 vid U-19 EM 2011.

- All-Star Team som V9 vid U-20 VM 2012.